# Blasiuskerk (Moskou)
De Kerk van de Heilige Blasius (Russisch: Храм священномученика Власия в Старой Конюшенной слободе) is een Russisch-orthodox kerkgebouw in de oude wijk Arbat van de Russische hoofdstad Moskou. De kerk valt onder het centrale dekenaat van het diocees Moskou.

## Geschiedenis
De kerk werd in het begin van de 17e eeuw gebouwd als parochiekerk voor de bewoners van de nederzetting van de koninklijke paardenstallen. De eerste schriftelijke vermelding dateert van 1625, maar verschillende onderzoekers kwamen tot de conclusie dat op de plaats al in de 14e eeuw een kerk heeft gestaan. De oude stenen kerk werd in 1735 afgebroken, slechts het vierkante hoofdgebouw bleef behouden. Tijdens de Franse invasie in 1812 brandde de kerk voor een deel af. Op 2 februari 1815 kon de kerk opnieuw worden ingewijd. Een nieuwe klokkentoren werd in 1816 gebouwd. Een laatste grote verbouwing onderging de kerk in de jaren 1866-1872 toen de refter werd vernieuwd. Van de interieurbeschildering uit de 17e eeuw bleven fragmenten bewaard.

## Sovjet-periode
De kerk kwam in 1936 in handen van de Levende Kerk, maar in 1939 trof de kerk het lot van de meeste kerken en werd het gebouw gesloten voor de eredienst. Het gebouw werd vervolgens gebruikt als werkplaats. Vanaf 1976 werd er na jaren van verval weer gewerkt aan herstel van de kerk. Later, in 1981, kreeg een ensemble in volksmuziek de kerk in gebruik. Leden van het orkest voltooiden met hulp van de Moskouse bevolking de restauratie.

## Heropening
De kerk werd in 1983 teruggegeven aan de Russisch-orthodoxe Kerk. Sinds 7 november 1997 worden er weer regelmatig diensten gehouden.